# Cratere Moore
Moore  è un cratere sulla superficie di Venere. Deve il proprio nome alla poetessa statunitense Marianne Moore (1887–1972)